# Nationalpark Tsingy de Bemaraha
Der Nationalpark Tsingy de Bemaraha (französisch Parc national Tsingy de Bemaraha) liegt im Distrikt Antsalova in der Region Melaky in Madagaskar. Zusammen mit dem Strengen Naturreservat Tsingy de Bemaraha ist der Park seit 1990 UNESCO-Weltnaturerbe. Das Gebiet ist seit 1997 ein Nationalpark, davor war es Teil des Strengen Naturreservats Tsingy de Bemaraha.

## Landschaft
Das Gebiet ist eine Karstlandschaft mit auffälligen Kalksteinformationen, den Tsingy (madagassisch). Diese sind eng beieinander stehende bis zu 130 m hohe Kalksteinnadeln, die eine Art steinernen Wald bilden. Im Süden ist das 723 km² große Reservat vom Canyon des Manambolo-Flusses begrenzt, im Osten durch bis zu 400 m hohe Kliffe. Unter den Tsingys existiert außerdem ein Höhlensystem mit unterirdischen Seen und Flüssen.
Auf dem Plateau wechseln sich Wald- und Freiflächen ab. Ein jährlicher Niederschlag von rund 1000 mm führt dazu, dass die Schluchten zu Füßen der Tsingys extrem feucht sind, während auf den Karstflächen savannenartige Bedingungen herrschen. In tieferen Bereichen gibt es Seen und Mangroven.

## Flora und Fauna
86 % der 833 Pflanzenarten, deren Vorkommen im Park beschrieben wurde, sind endemisch. Eine ökologische Besonderheit ist der madagassische Trockenwald. Die Vielfalt der Lebensräume führt zu einem großen Reichtum an Tierarten, darunter 
- Raubtiere wie die Fossa und den Ringelschwanzmungo
- 13 Lemurenarten (u. a. Sifakas, Rote Makis, Östliche Bambuslemuren, Aye-Aye (unbestätigte Sichtung bei Bekopaka), Graue Mausmakis),
- 94 Vogelarten (z. B. Madagaskarseeadler, Haliaeetus vociferoides),
- 15 Fledermausarten,
- 22 Amphibienarten und
- 66 Reptilienarten (z. B. Madagassische Schienenschildkröte, Erymnochelys madagascariensis, Blattschwanzgeckos und Stummelschwanzchamäleons).